# Parco regionale veneto del Delta del Po
Il Parco Naturale Regionale Veneto del Delta del Po è un'area naturale protetta istituita nel 1997 di circa 12 000 ettari situata nella Regione Veneto più precisamente all'interno della provincia di Rovigo. 
Il Parco del Delta del Po Veneto e parte del Parco Regionale del Delta del Po dell'Emilia-Romagna hanno ottenuto il 9 giugno 2015 a Parigi il riconoscimento di Riserva della Biosfera MaB UNESCO.
Il Delta del Po è la porzione di territorio più giovane d'Italia. Infatti, la caratteristica sporgenza compresa tra le regioni Veneto e Emilia-Romagna ha iniziato a formarsi poco meno di 400 anni fa ed è in continua evoluzione.

## Territorio
Il Parco si estende per 786 chilometri quadrati, di cui oltre 160 sono valli e lagune, dal corso del Po di Goro a sud fino al fiume Adige a nord e comprende il territorio dei nove comuni di Rosolina, Porto Viro, Loreo, Adria, Papozze, Ariano nel Polesine, Corbola, Taglio di Po, Porto Tolle, tutti in provincia di Rovigo. La popolazione totale dell'intera area del Delta è di circa 73 000 abitanti.
È stato istituito dalla regione Veneto con la Legge Regionale dell'8 settembre 1997, n. 36.
II Delta è un territorio costruito, nel corso dei millenni, dai sedimenti depositati dal fiume Po e ridistribuiti dall'azione del mare e del vento. L'uomo, nel tempo, ha assunto nell'evoluzione del Delta un ruolo sempre maggiore, fino a divenirne il protagonista quando, quattro secoli fa, ha realizzato il taglio di Porto Viro, dal quale ha preso origine il Delta Moderno.
Fa parte del parco interregionale Delta del Po che dovrebbe essere costituito assieme al parco regionale del Delta del Po dell'Emilia-Romagna.
Il comprensorio del Delta è dato dal progressivo deposito di detriti da parte del fiume Po; questo, nel lungo periodo, ha determinato il progressivo spostamento della linea di costa del Mar Adriatico.
Il territorio è un alternarsi di ambienti diversi che si susseguono dalla terraferma al mare: dopo la campagna troviamo le dune fossili, visitabili, che corrispondono alle antiche linee di costa. Il parco è un labirinto di argini, golene, valli da pesca, lagune, scanni, in buona parte percorribili, ricchissimi di avifauna.
Attualmente il Delta del Po è completamente al di sotto del livello del mare, fatta eccezione per argini, scanni e dune fossili.
La gestione delle acque è sotto il controllo del Consorzio di Bonifica Delta Po-Adige che gestisce un importante sistema idraulico di drenaggio con idrovore di 6000-7000 kw di potenza in grado di sollevare un miliardo di metri cubi d'acqua l'anno immettendola nei canali di scolo.

## Flora e fauna
Il parco del Delta del Po possiede la più vasta estensione di zone umide protette d'Italia e una delle maggiori dell'Europa. La flora è estremamente varia tanto da includere circa un migliaio di specie diverse (questo grazie alla varietà di ambienti che il parco include). 
Nel Delta si distinguono vari ambienti, ognuno con caratteristiche peculiari: la campagna con i paleoalvei, le dune fossili, gli argini, le golene, le valli da pesca, le lagune o sacche e gli scanni. Questi elementi del paesaggio si incontrano arrivando da est, scendendo lungo la corrente del Po e quindi seguiremo quest'ordine per addentrarci nel Delta.
Le pinete caratterizzano buona parte del paesaggio del litorale (Rosolina, Porto Viro, ecc.) e sono formate soprattutto da pino domestico (Pinus pinea) e da pino marittimo (Pinus pinaster). Accanto al pino domestico crescono le piante del bosco spontaneo (leccio, farnia, pioppo bianco, frassini), sotto le quali prosperano moltissime specie di arbusti e di orchidee.
Oggi sopravvivono solo pochi lembi di bosco autoctono. Nelle zone asciutte, sulle dune fossili più recenti, domina il leccio (Quercus ilex), la specie arborea più diffusa. Nelle depressioni interdunali, dove soprattutto in inverno l'acqua ristagna a lungo, crescono invece frassino ossifilo (Fraxinus oxycarpa), pioppo bianco (Populus alba) e olmo comune (Ulmus minor). Nel settore occidentale, sulle dune più antiche e livellate dal tempo, trova spazio la tipica formazione boschiva di pianura: farnia (Quercus robur) e carpino comune (Carpinus betulus). Attorno, sulle creste dunali (i cosiddetti "staggi"), si sviluppa un rigoglioso bosco di pioppo bianco, salice bianco (Salix alba) e frassino ossifilo, specie arboree legate agli ambienti umidi e ripariali.
Interessante è anche la presenza del tartufo, specie in corrispondenza dei cordoni di dune fossili che passano nelle pinete di Porto Viro.
La fauna è anch'essa molto varia nel Parco veneto; si contano la presenza di oltre 400 specie differenti tra mammiferi, rettili, anfibi e pesci.
La presenza di uccelli è talmente rilevante (oltre 390 specie, Uccelli nidificanti in Italia e svernanti), da fare del Delta del Po la più importante area ornitologica italiana ed una delle più conosciute d'Europa per gli amanti del Birdwatching.
Tra gli uccelli che possiamo trovare lungo i fiumi nel Parco possiamo citare l'airone cinerino (Ardea cinerea), la garzetta (Egretta garzetta), la nitticora (Nycticorax nycticorax), la sgarza ciuffetto (Ardeola ralloides) e il tarabuso (Ixobrychus minutus).
Tra i canneti nidificano specie come l'airone rosso e il falco di palude (Circus aeroginosus), e vi si rifugiano e nutrono alcuni passeriformi come il basettino (Panurus biarmicus), il cannareccione (Acrocephalus arundinaceus), il migliarino di palude (Emberiza schoeniclus), e l'usignolo di fiume (Cettia cettii).
In alcune zone, il mignattino e il rarissimo mignattino piombato costruiscono il loro nido di steli sulle ninfee.
Tra le lagune e le valli nidificano il fraticello (Sterna albifrons), la sterna comune (Sterna hirundo), la sterna zampenere (Gelochelidon nilotica), il beccapesci (Sterna sandvicensis), il gabbiano reale (Larus argentatus), il gabbiano comune (Larus ridibundus), la pettegola, il cavaliere d'Italia (Himantopus himantopus) e l'avocetta. Durante le migrazioni e in inverno questi ampi specchi d'acqua si popolano di migliaia di folaghe (Fulica atra) e di varie specie di anatre: anatre tuffatrici, come moretta (Aythya fuligula) e moriglione (Aythya ferina); anatre di superficie, come germano reale (Anas platyrhynchos), codone (Anas acuta), marzaiola, mestolone (Anas clypeata) e fischione (Anas penelope). Da segnalare la presenza della rarissima pernice di mare (Glareola pratincola) che si riproduce da maggio a fine estate. 
Nel Parco vivono poi diverse specie di molluschi: la cozza (Mytilus galloprovincialis), le ostriche (Ostrea edulis e Crassostrea angulata), i cannolicchi (Ensis ensis) e la vongola verace (Tapes decussatus).
Tra i canali, i fiumi e le paludi d'acqua dolce vivono molte specie di pesci, tra cui le specie più caratteristiche sono il luccio, carpa, tinca, persico sole e pesce gatto. Sui fondali fangosi vivono triglie, sogliole, passere e rombi. Sono quasi scomparsi gli storioni ed il gambero d'acqua dolce, mentre si è diffuso molto rapidamente il pesce siluro. Nelle acqua salmastre invece vivono alcune specie di pesci come i ghiozzi e il latterino.
Nelle acquacolture vengono allevati, invece, soprattutto branzini, orate, cefali e anguille. 
L'anguilla, altro pesce caratteristico delle acque salmastre, passa gran parte della vita nelle acque interne e va a riprodursi in mare. Anche diverse specie marine (cefali, spigole e orate) spesso penetrano nelle zone umide costiere dove crescono più rapidamente degli individui rimasti in mare.
Tra gli anfibi che vivono nel Parco possiamo citare la rana agile, la rana verde, il rospo comune, la raganella, il piccolo rospo smeraldino, la rana di Lataste e la rana toro, grossa specie di origine americana. Merita una menzione la presenza del raro pelobate fosco (Pelobates fuscus).
Nelle zone adiacenti al fiume possiamo incontrare tritoni e la testuggine palustre, rettile più tipico del Parco. Abbondanti sono poi le bisce d'acqua: la biscia dal collare, lunga anche 150 cm, e la biscia tassellata, di minori dimensioni. Si tratta di serpenti timidi e non mordaci che, se avvicinati, si difendono emettendo sibili e evacuando un liquido di odore repellente.
Infine, tra i mammiferi che possiamo incontrare possiamo citare ricci, talpe, toporagno acquaiolo, il topolino delle risaie, l'arvicola d'acqua, la volpe e la famigerata nutria. Da segnalare anche i cervidi come i daini presenti nell'isola di Albarella che sconfinano nelle valli e a Porto Caleri e i mustelidi (come la donnola), predatori che occupano un'importante funzione di controllo sulle popolazioni di uccelli e roditori.

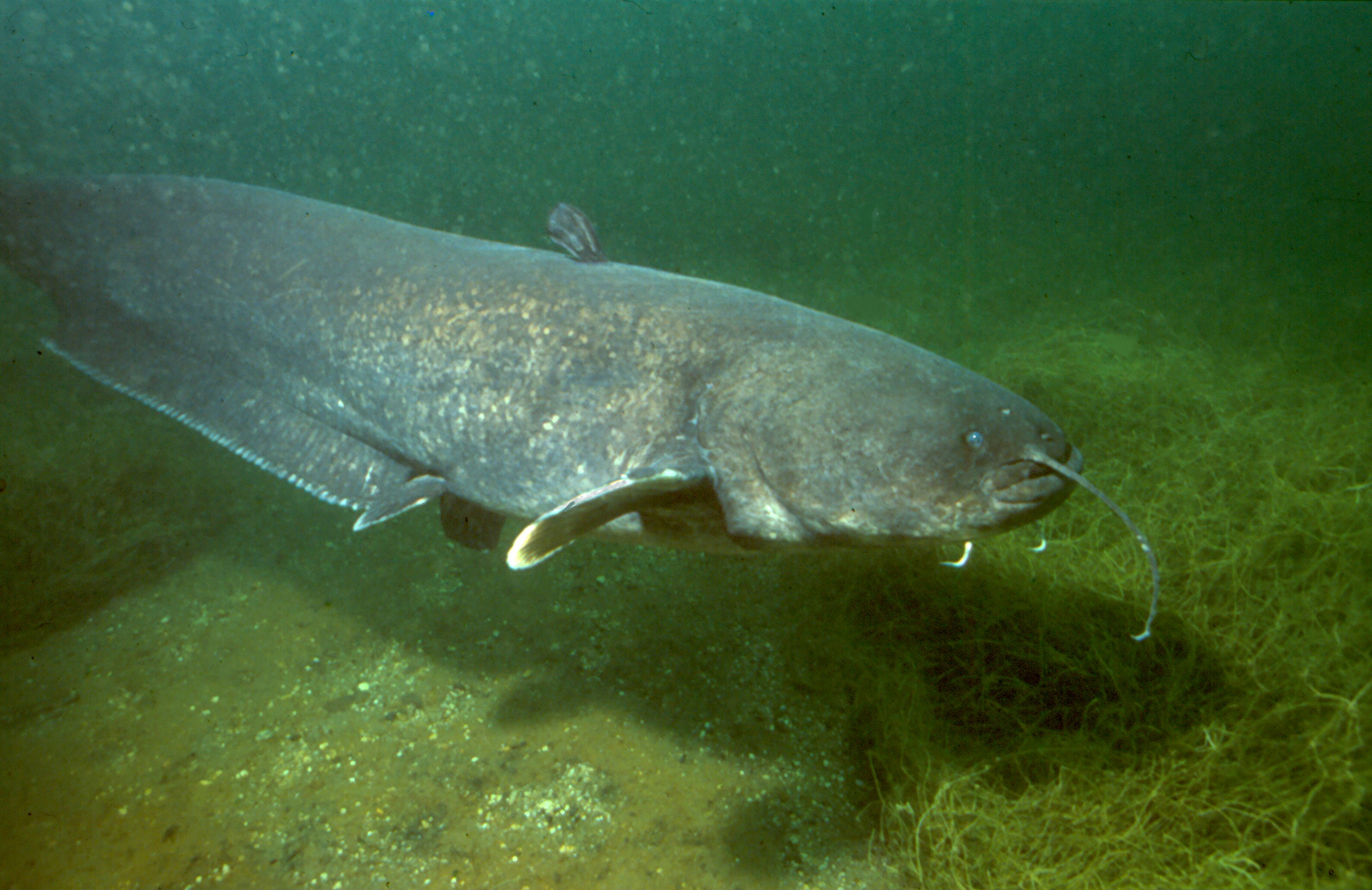
Pesce Siluro
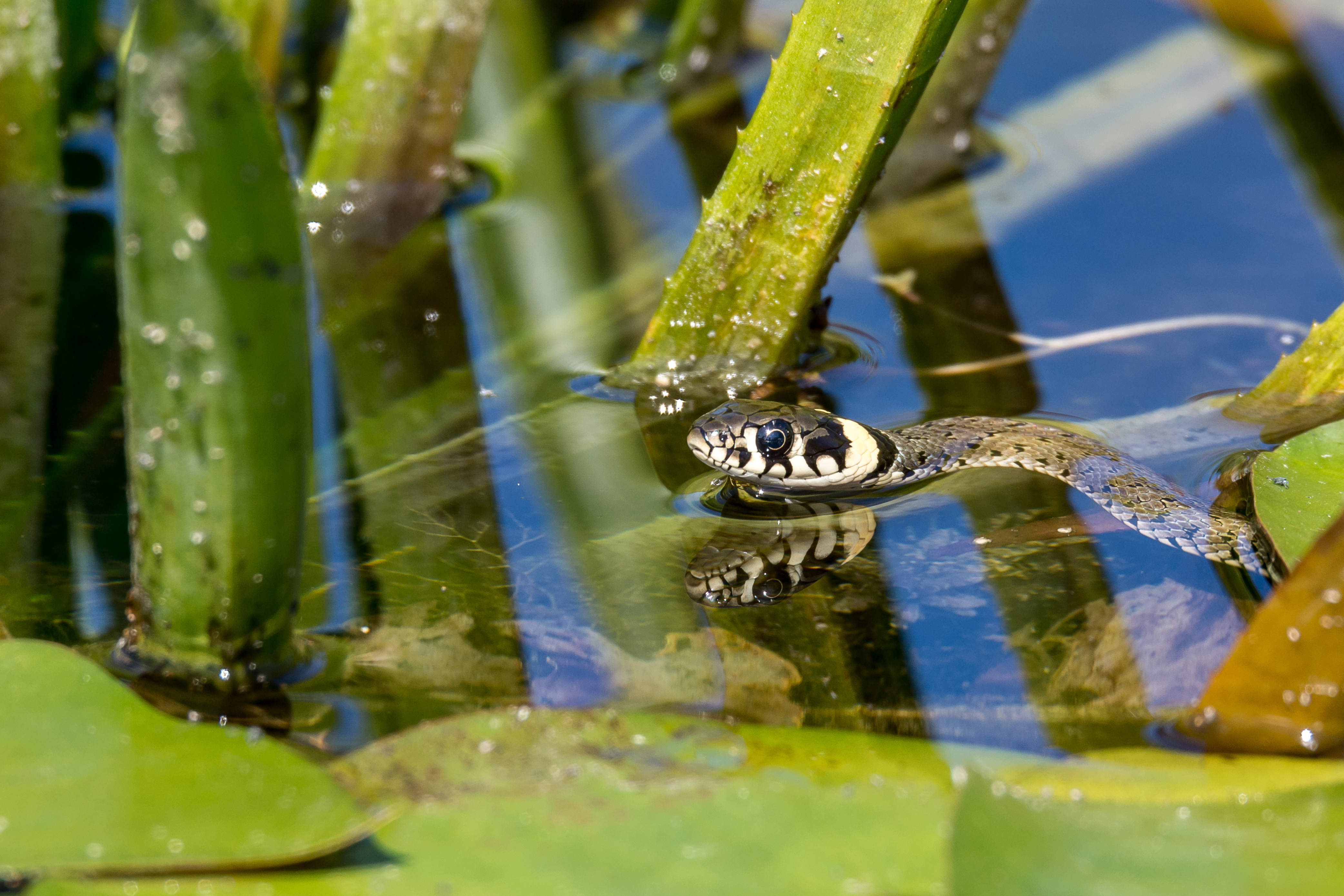
Biscia d'acqua
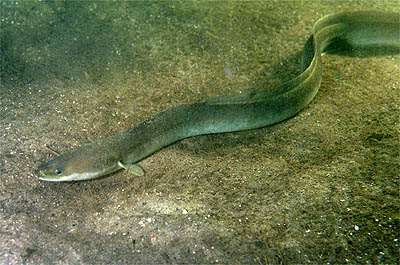
Anguilla
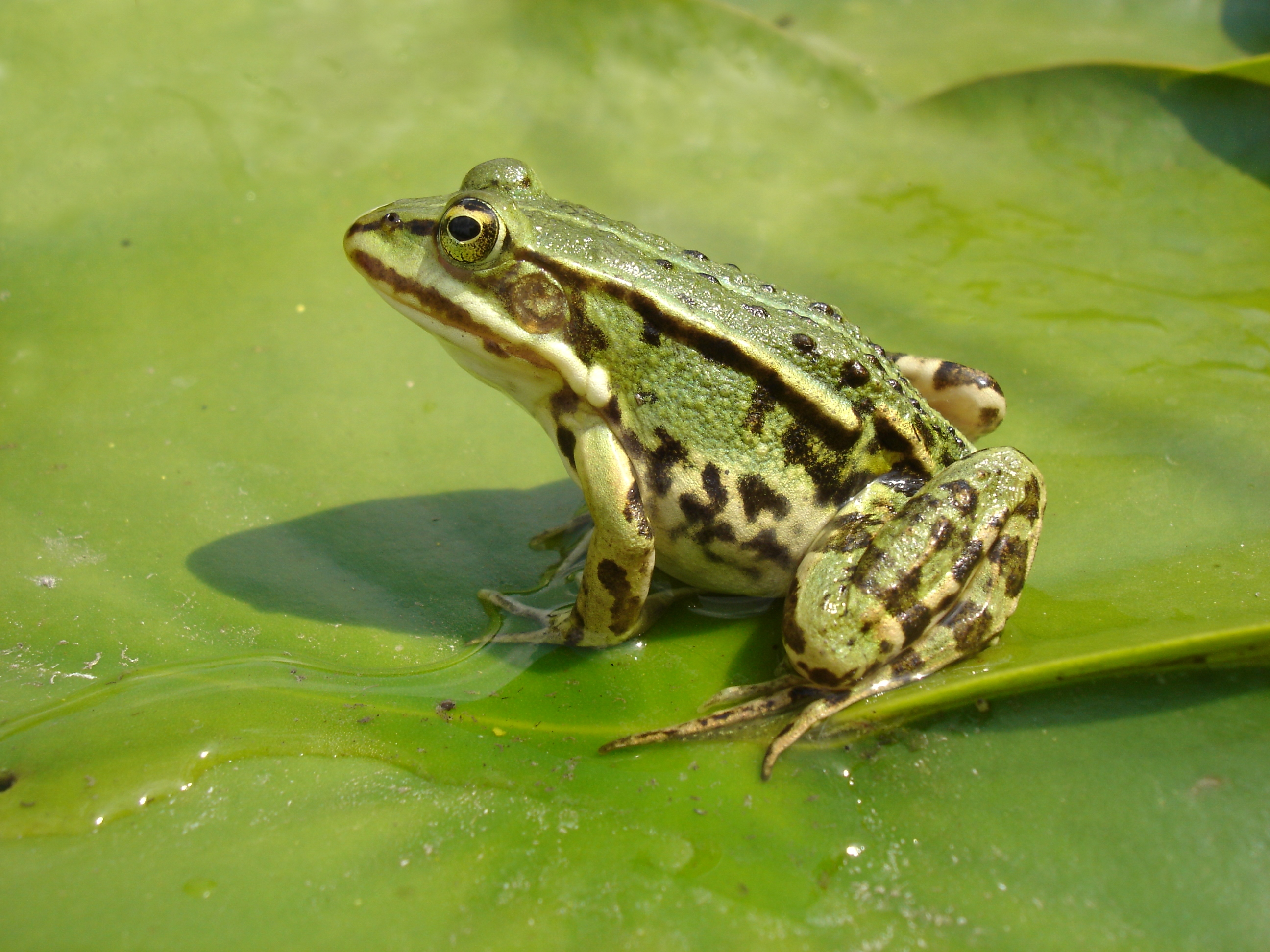
Rana Verde
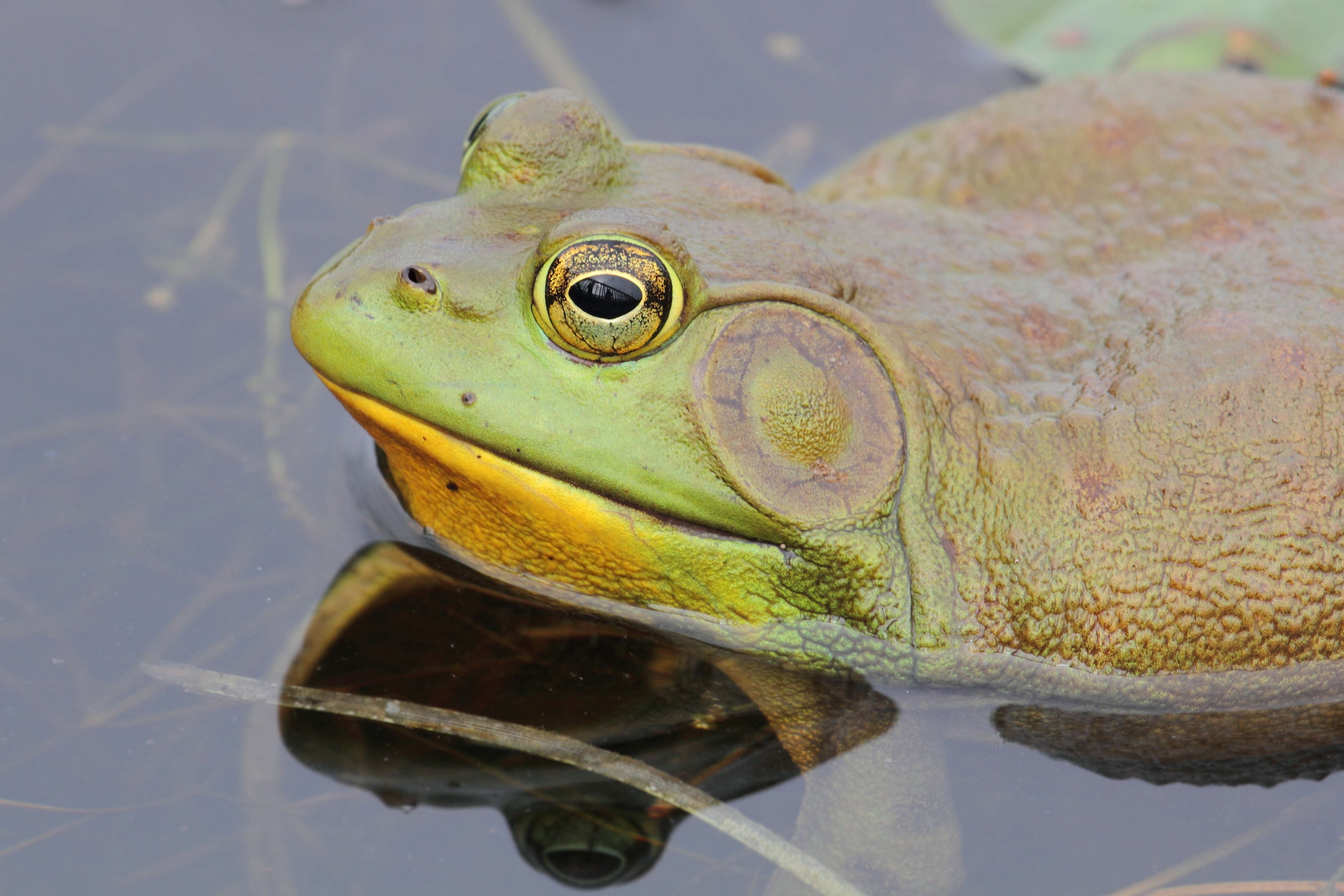
Rana Toro
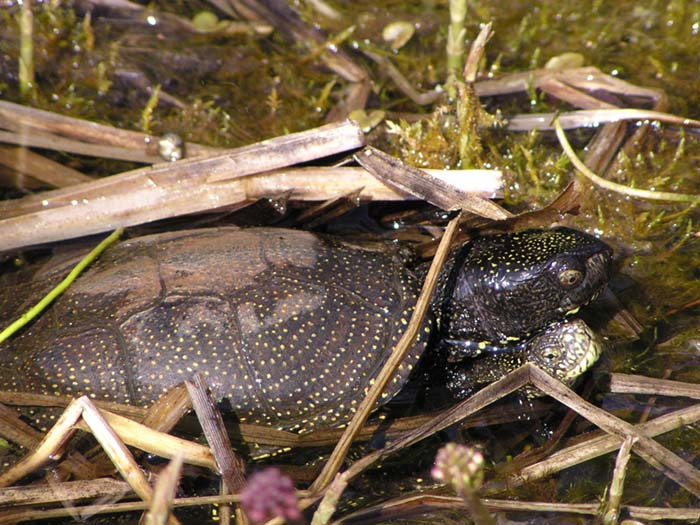
Testuggine Palustre
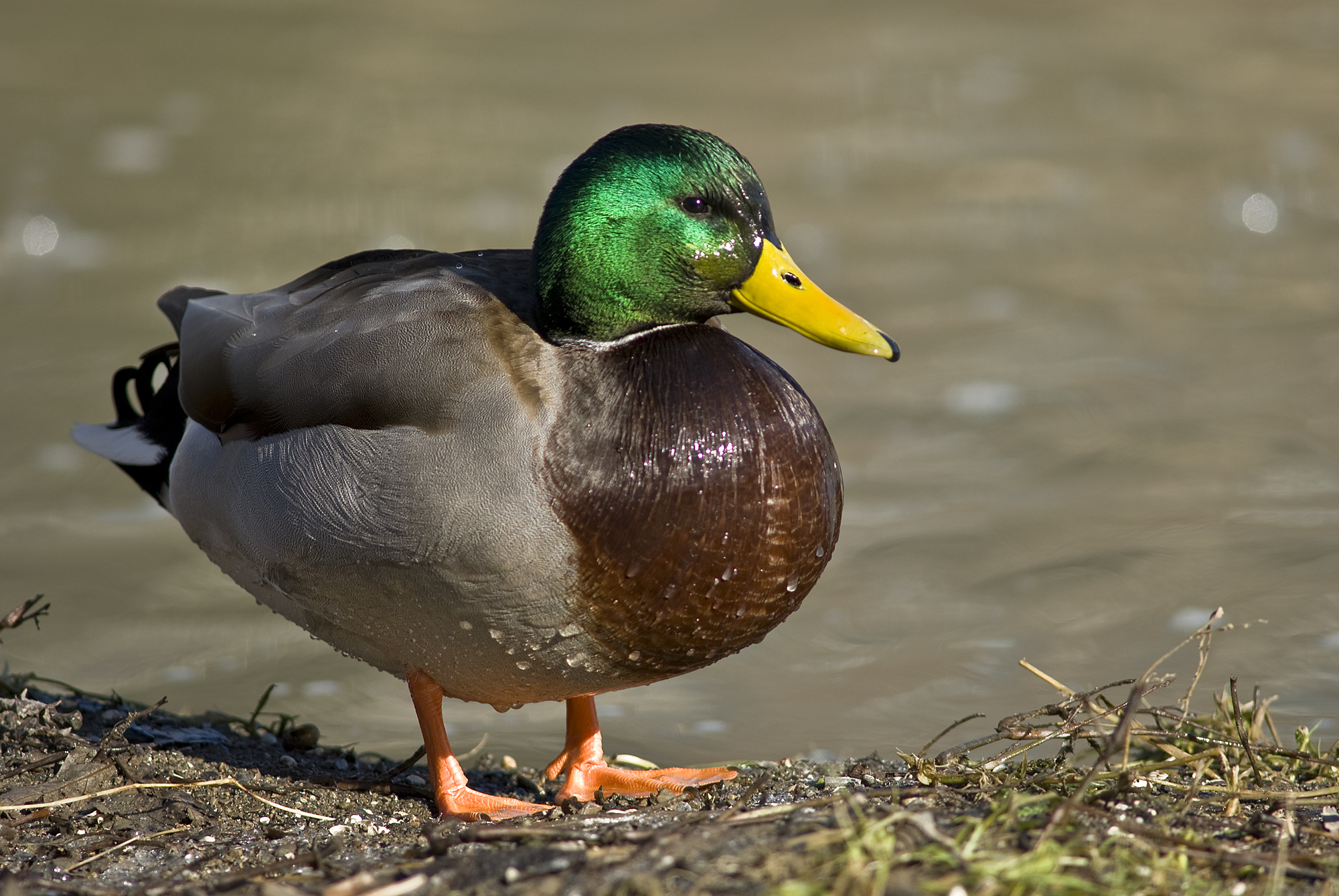
Germano Reale
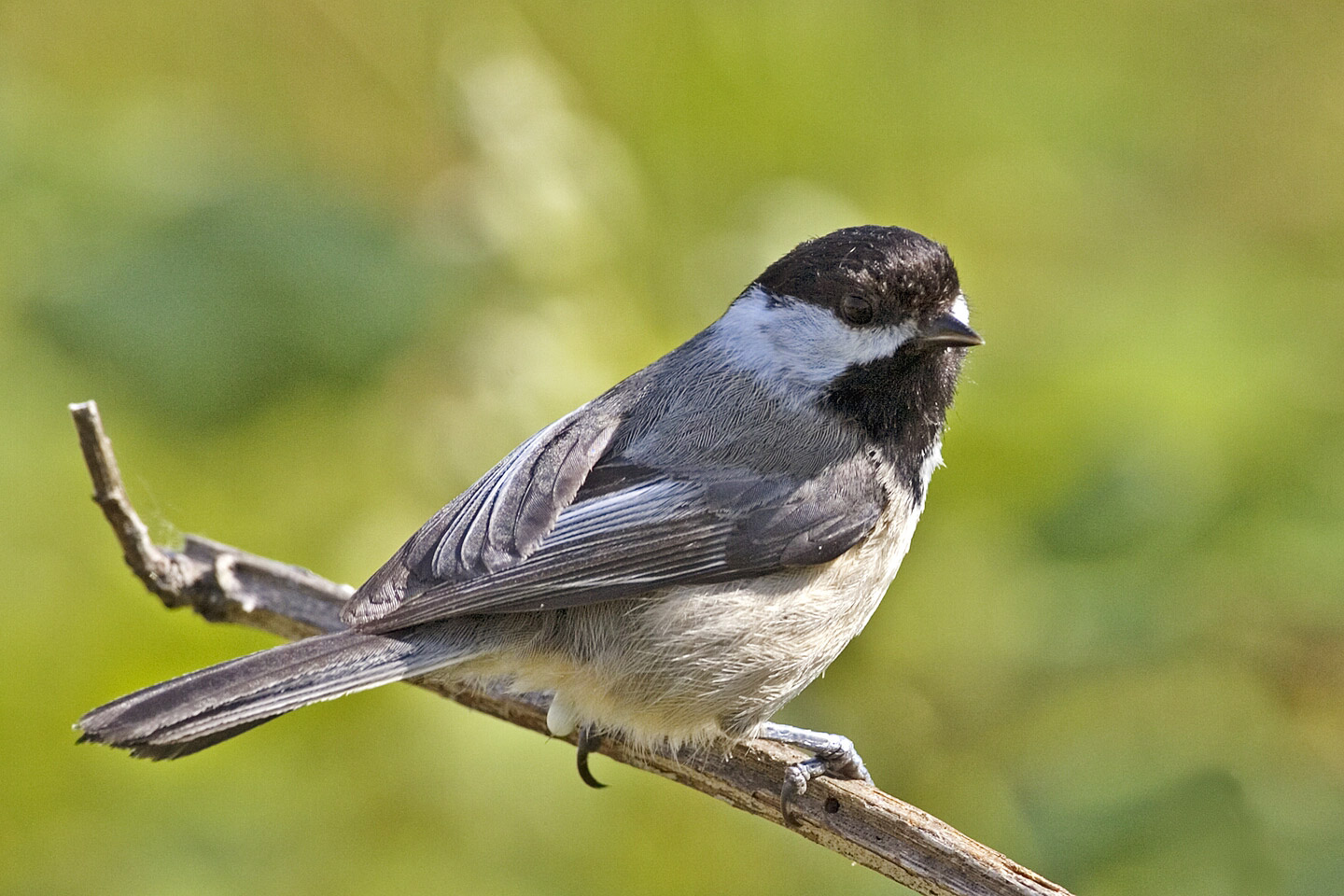
Cincia
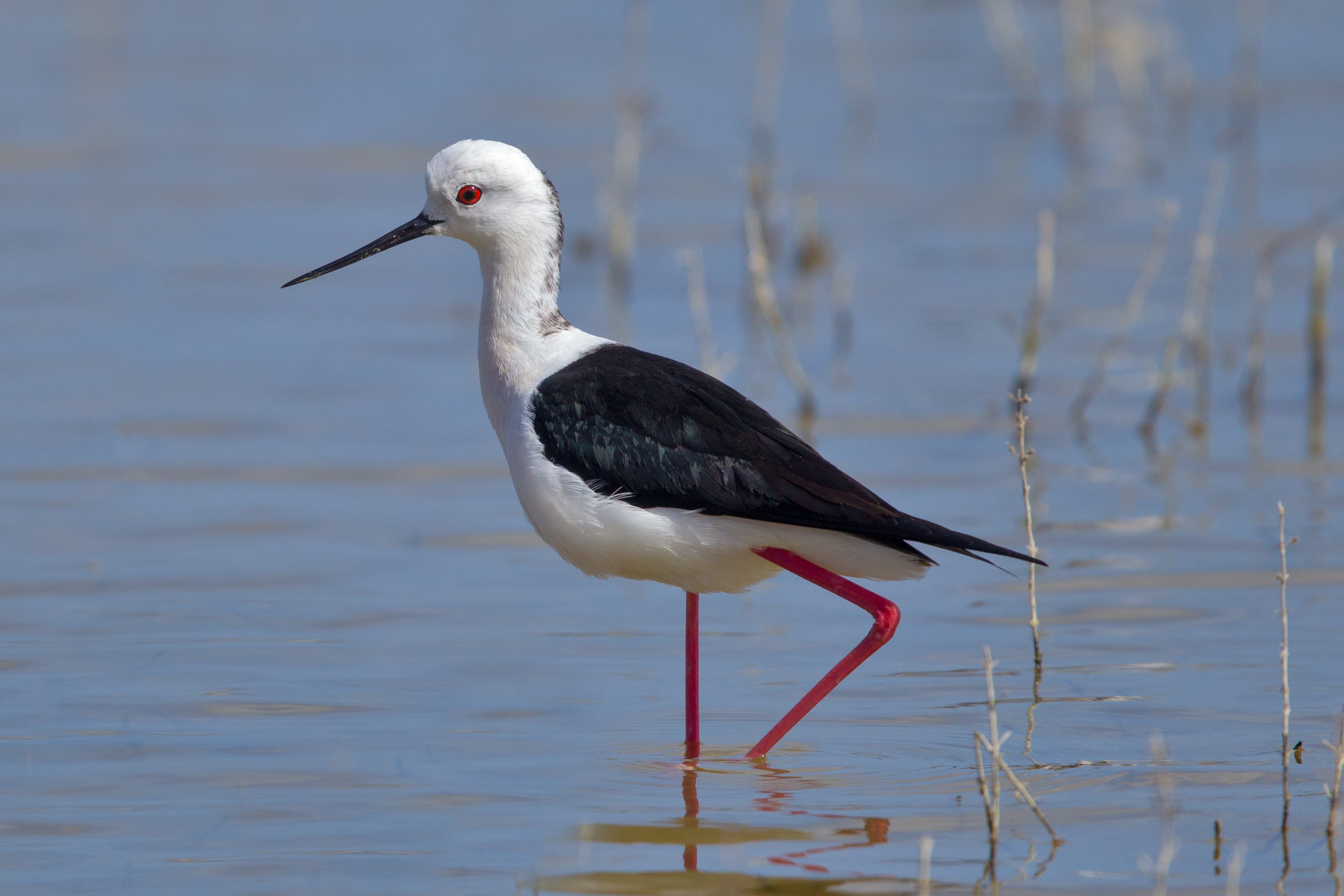
Cavaliere d'Italia
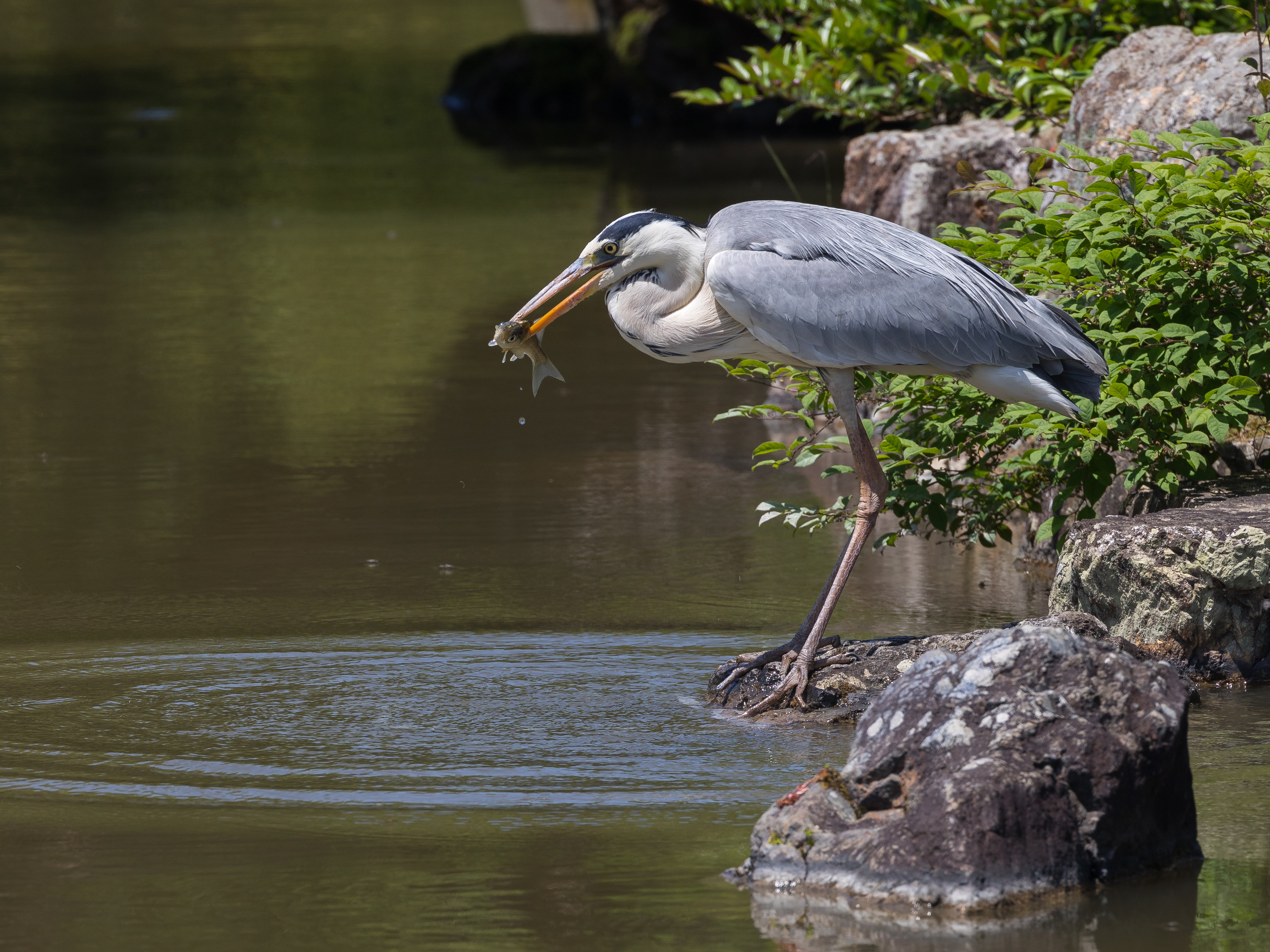
Airone Cinerino
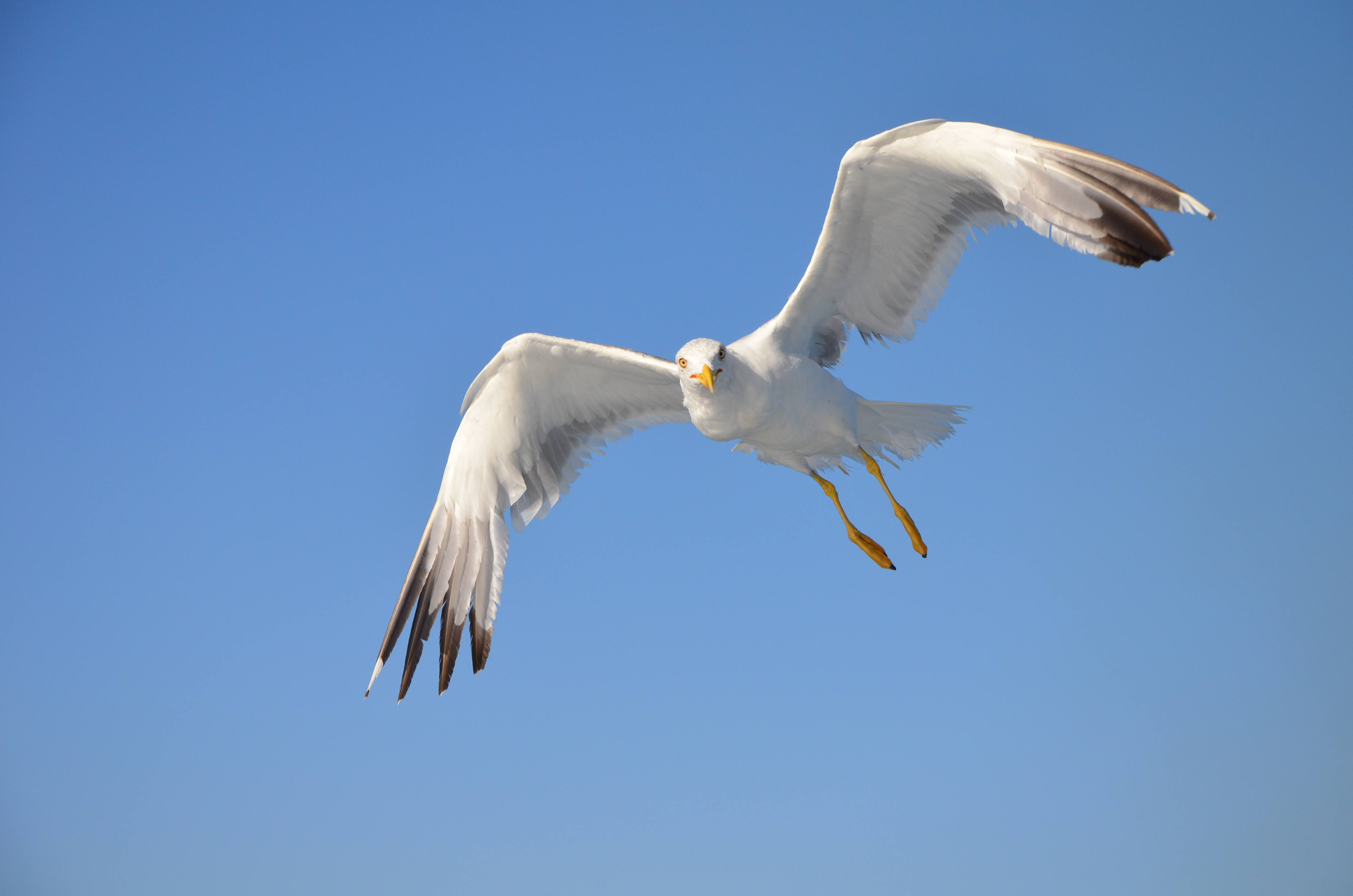
Gabbiano Reale
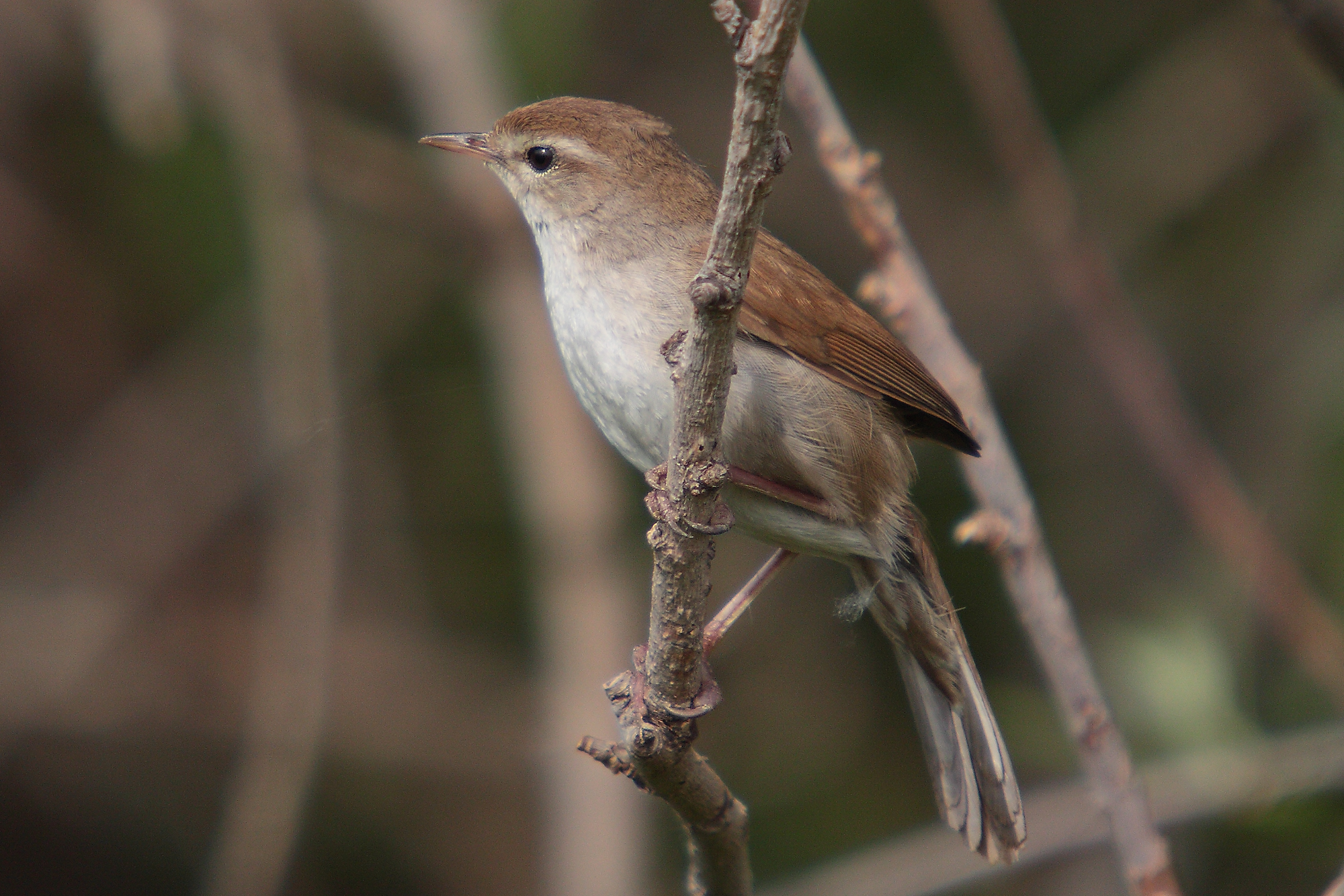
Usignolo di Fiume
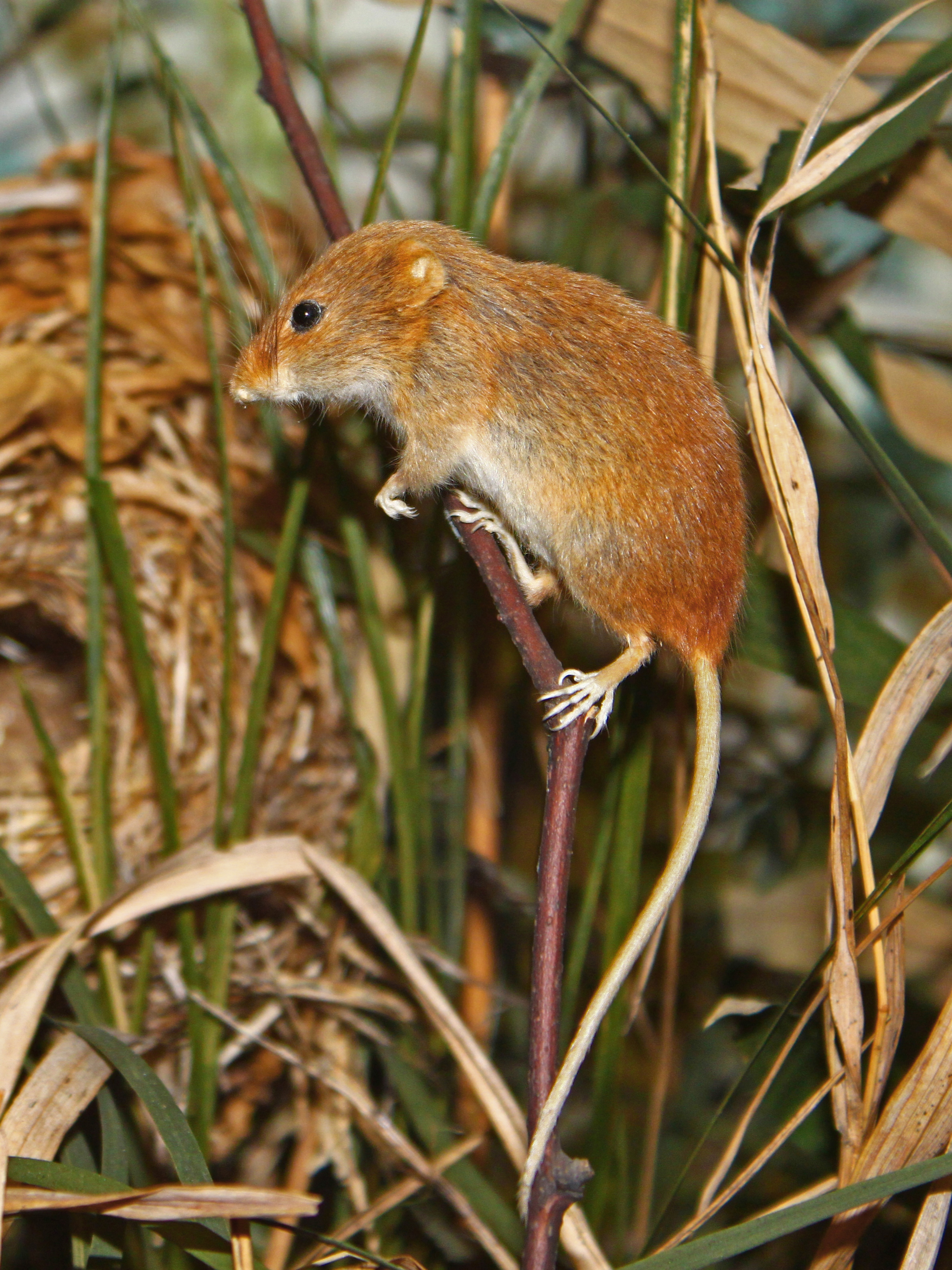
Topolino delle Risaie
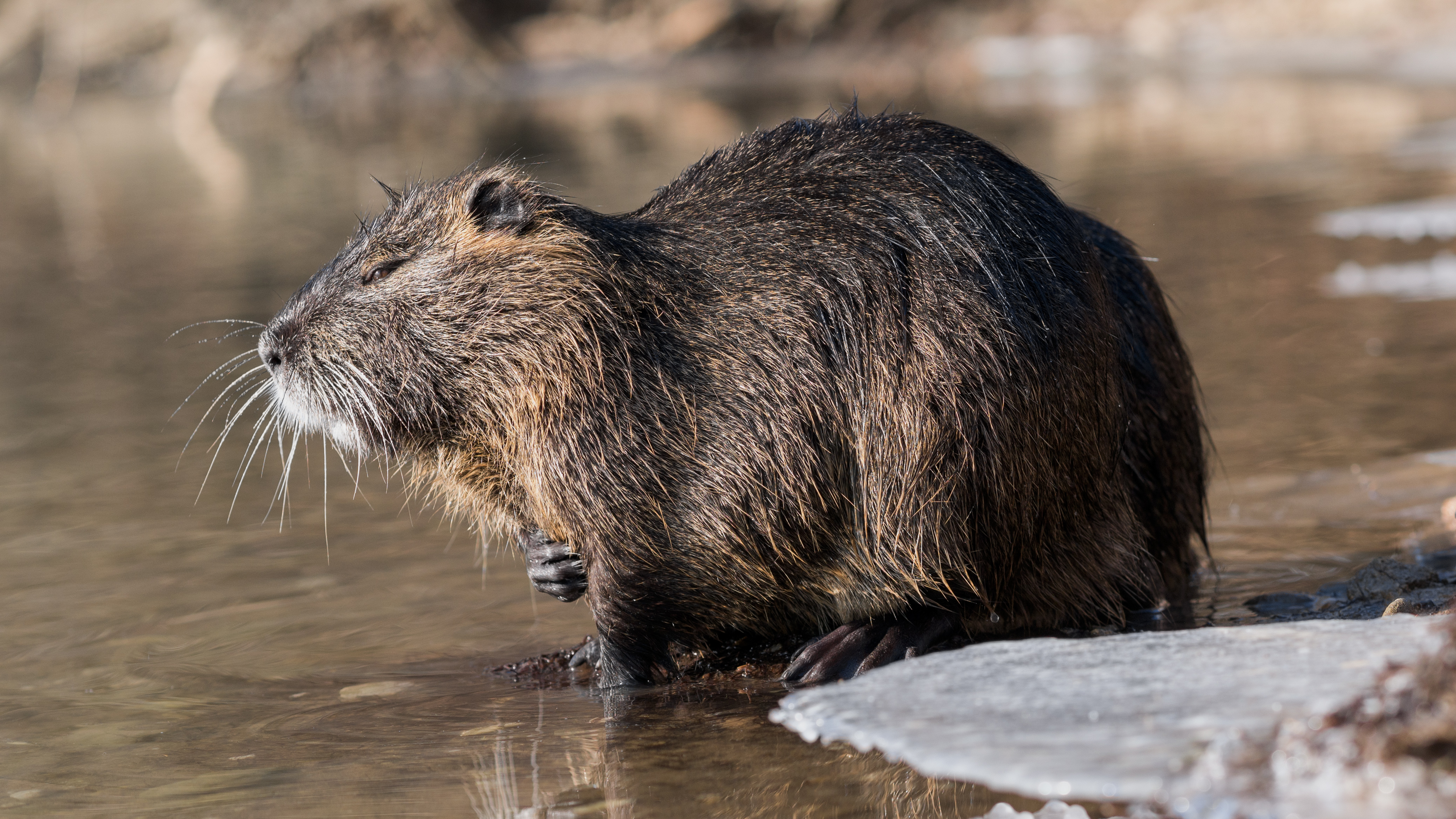
Nutria

## Strutture ricettive

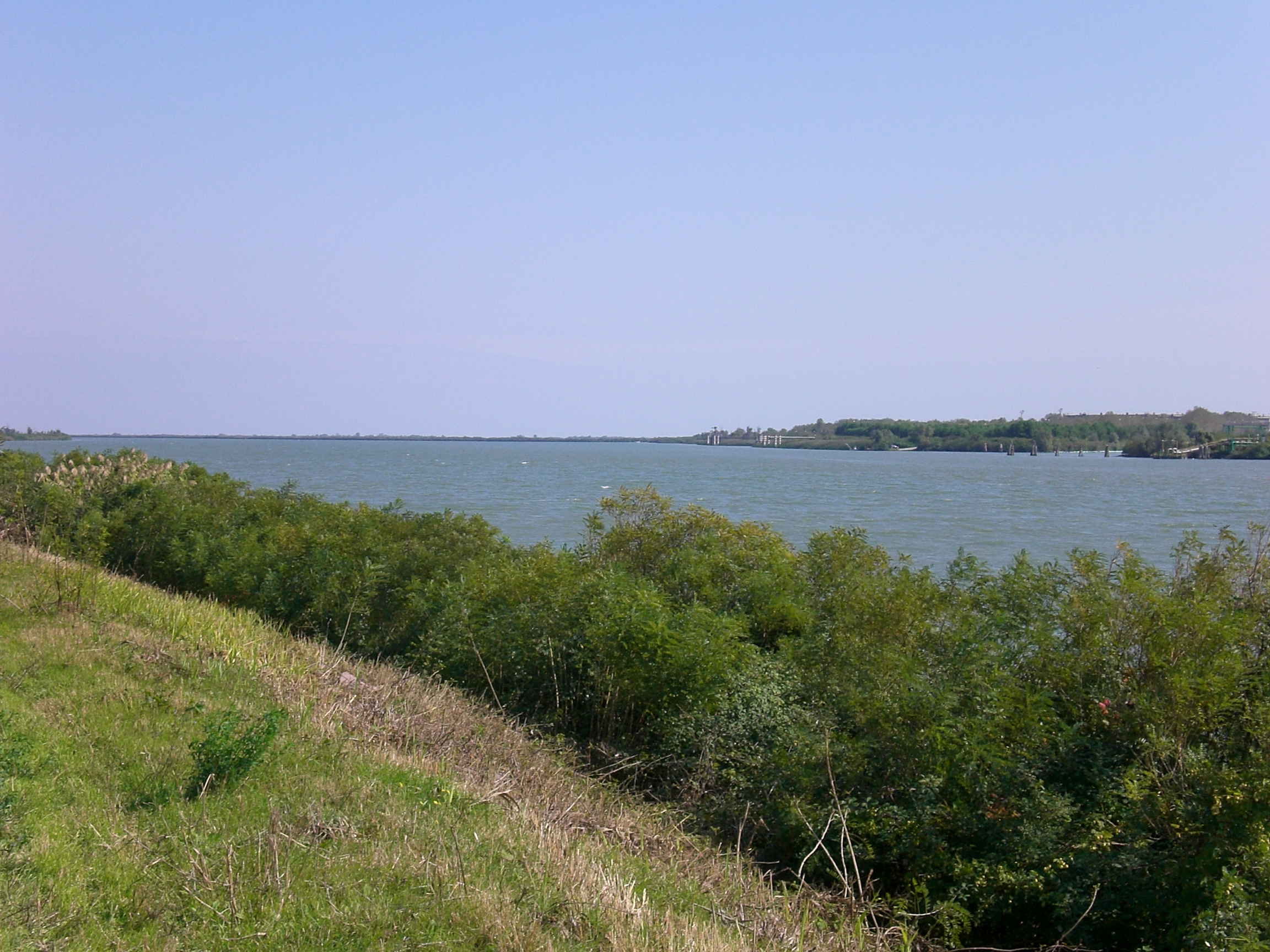
Il Po presso Pila.

I più importanti centri visita del parco del Delta del Po Veneto, sono:
- il Museo Regionale Veneto della Bonifica 44.944642°N 12.281232°E, a Ca' Vendramin frazione di Taglio di Po;
- il giardino Botanico litoraneo di Porto Caleri 45.105°N 12.326°E, in località Porto Caleri a Rosolina Mare. Il giardino è collocato all’estremità meridionale della penisola di Caleri, si estende su una superficie di 44 ettari ed è caratterizzato dalla presenza di una notevole varietà di habitat;
- il Centro Turistico Culturale di San Basilio 44.95°N 12.179°E, frazione di Ariano nel Polesine;
- il centro visitatori del parco a Porto Viro, piazza Matteotti;
- la Golena di Ca' Pisani 44.963°N 12.331°E, frazione di Porto Viro;
- l'oasi di Ca' Mello 44.874°N 12.388°E, frazione di Porto Tolle.Giardino Botanico di Porto Caleri

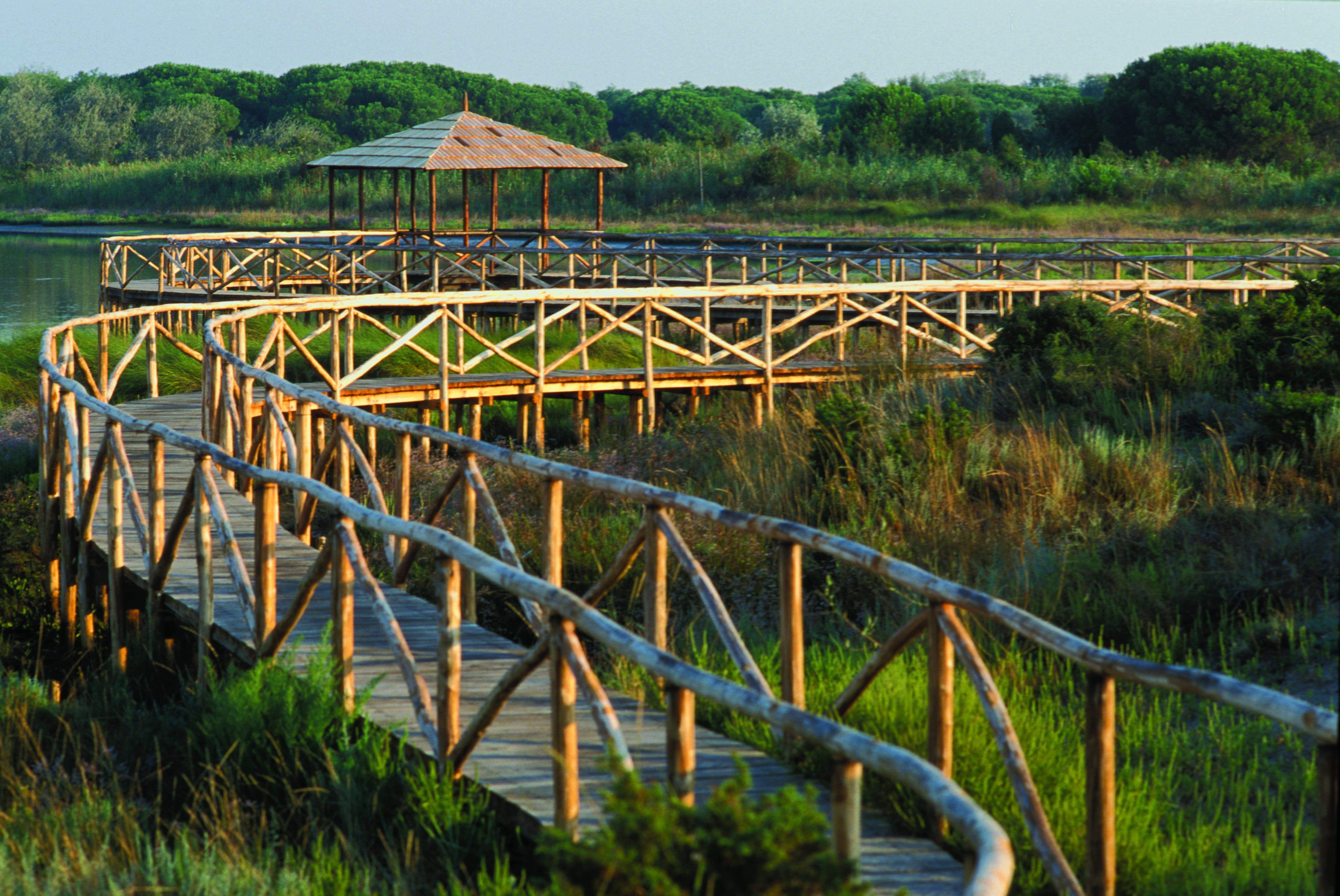
Giardino Botanico di Porto Caleri

- la città di Loreo, definita l'antica "capitale del Delta", baluardo dei confini meridionali del Ducato Veneziano, e terra dalle profonde radici storiche. Ospita varie opere di artisti di spicco, tra cui la facciata del duomo di Santa Maria Assunta, progettata da Baldassare Longhena.
- la città di Adria, il più antico insediamento urbano della zona. Fondata nel VI secolo a.C. dagli Etruschi, divenne poi Municipium Romano. Ospita il Museo Archeologico Nazionale.

Il Parco è inoltre un'importante metà di turismo slow, ovvero di attività sportive e non legate alla lentezza come la bici, la barca, la canoa e escursioni a piedi. Infatti, il Parco offre vari percorsi ciclabili che si collegano l'un l'altro e si trovano spesso lungo gli argini dei rami del Po o in mezzo a valli e lagune.